# Хаккулабад
Хаккулабад (узб. Xaqqulobod / Хаққулобод) — город (с 1974 года), административный центр Нарынского района Наманганской области Узбекистана.
В городе расположена одноимённая железнодорожной станция (на линии Наманган — Андижан).

## Население
| 1979   | 1989   | 2005   |
| ------ | ------ | ------ |
| 10 206 | 19 926 | 27 300 |

## Промышленность
В городе размещены предприятия лёгкой промышленности.